# USA. North Carolina

USA. North Carolina (aussi appelée Segregated Water Fountains) est une photographie de Elliott Erwitt prise en 1950. Il montre un homme buvant au robinet en Caroline du Nord dans des toilettes divisée par la ségrégation raciale : à gauche, un lavabo moderne sur un meuble sous un panonceau « white » réservé aux blancs, et à droite un lavabo vétuste et sale sous un panonceau « colored » réservé aux noirs. 
Après avoir choqué une partie de l'opinion publique américaine et poussé certains noirs à la révolte, comme Rosa Parks, cette photographie a été reprise de nombreuses fois pour les livres d'histoire et les manuels scolaires pour illustrer la question raciale. Pour Erwitt, cette prise de vue sur le vif montrait une scène « tragique » mais ordinaire : « on voyait ce genre de scène partout dans le Sud dans les années 1950 ». Il explique n'avoir pas pris cette photographie dans un but politique, mais simplement pour montrer ce qu'il voyait.